# Vickers VC-90
O Vickers Viscount FAB VC 90 foi o segundo avião presidencial do governo brasileiro. Sua aquisição foi feita em 1954, por encomenda da FAB, à Vickers-Armstrong, para atender a Presidência da República, e substituir o avião anterior VC 66, por ser limitado em autonomia e ter pouco conforto, sendo  o presidente Juscelino Kubitschek (1956-1960), o primeiro a se utilizar da aeronave, que chegou ao Brasil em 1956.

## História
Foram encomendadas duas unidades, que ficaram designadas como VC 90 2100 e VC 90 2101. Sua configuração contava com 71 assentos e 4 motores Rolls-Royce Dart Mk506.
Este avião foi bastante usado pelo presidente Juscelino Kubitschek para acompanhar a construção da nova capital Brasília. 

### Incidente em 1967
Em dezembro de 1967, no Aeroporto Santos Dumont, Rio de Janeiro, a aeronave vinha de Brasília levando o então presidente Costa e Silva quando se aproximava da pista de pouso, quando perdeu altura e tocou bruscamente o asfalto, quebrando o trem de pouso e, após se arrastar na pista, um dos motores pegou fogo.
Não houve feridos e o presidente teria comentado logo em seguida que era necessária a compra de outra aeronave.

### Aposentadoria
Foi desativado na gestão do presidente João Figueiredo.

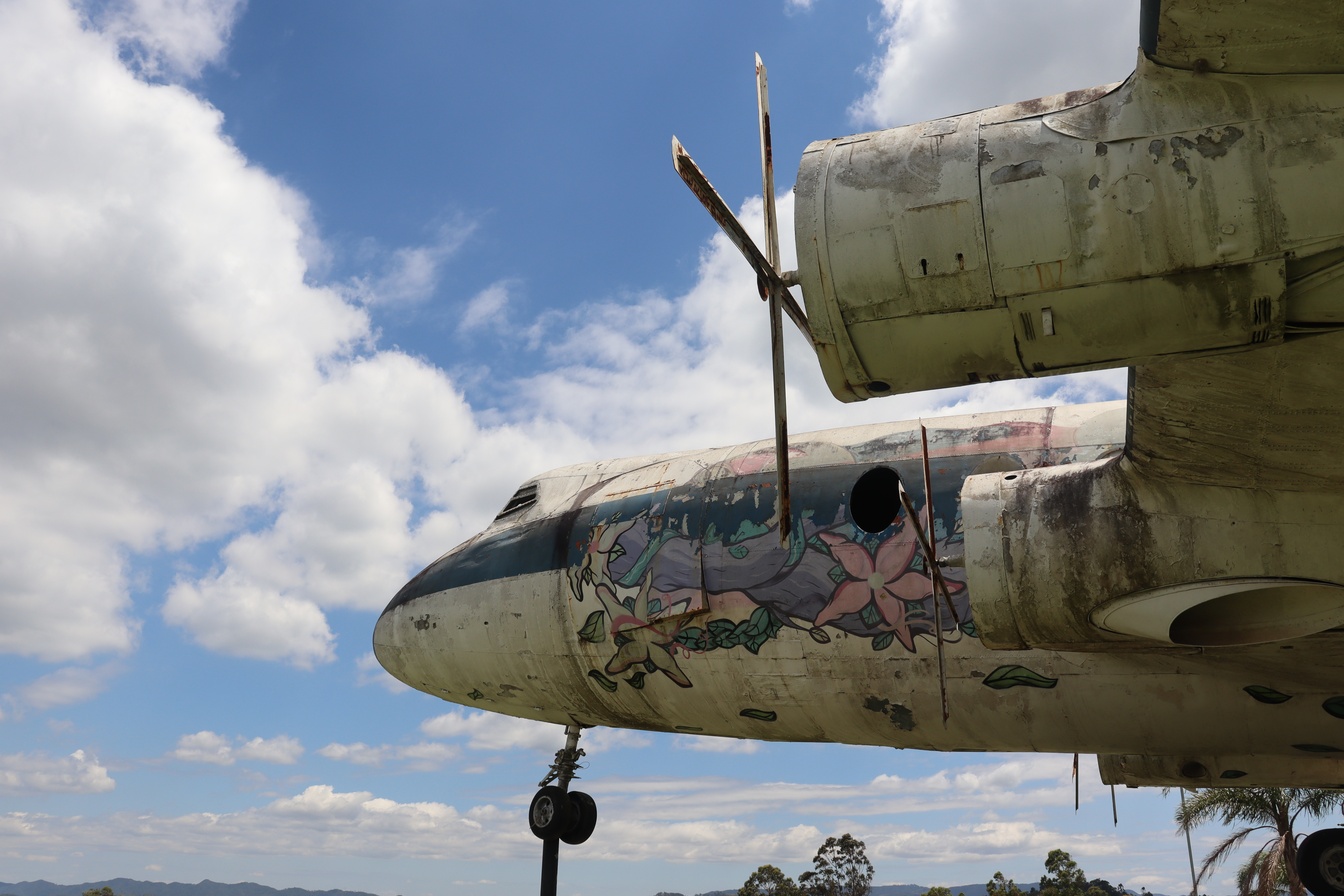
Vickers VC-90 grafitado na Praça Santos Dumont, em Araçariguama.

O modelo 2101 encontra-se hoje no Museu Aeroespacial no Rio de Janeiro. O modelo 2100, por sua vez, foi comprado em um leilão da massa falida da VASP pela prefeitura do município paulista de Araçariguama, por R$ 80 mil, e foi restaurado a um custo de R$ 20 mil. A aeronave foi instalada em sua praça principal (Praça Alberto Santos Dumont), como atração turística, para homenagear os cem anos do primeiro voo do 14-Bis. Com a reforma, foram instalados 70 lugares no interior do avião para transformá-lo em cinema, inaugurando o Cine Avião, devido à inexistência de salas de cinema tradicionais na cidade.